# وانواتو در المپیک تابستانی ۲۰۲۴
کاروان المپیکی وانواتو، یکی از کاروان‌های شرکت‌کننده در بازی‌های المپیک تابستانی ۲۰۲۴ بود. این دوره از بازی‌ها از ۲۶ ژوئیه تا ۱۱ اوت ۲۰۲۴ (۵ تا ۲۱ امرداد ۱۴۰۳ خورشیدی) به میزبانی پاریس، پایتخت فرانسه برگزار شد. پس از نخستین حضور در المپیک ۱۹۸۸، وانواتو در تمامی ادوار المپیک شرکت کرده است. این حضور، دهمین تجربه کاروان وانواتو در المپیک بود.
این کاروان تاکنون موفق به کسب مدال نشده است.
با اعزام ۶ ورزشکار در این دوره، کاروان وانواتو یکی از بزرگترین کاروان‌هایش (به همراه المپیک ۱۹۹۲ بارسلون) را عازم پاریس کرد.

## شرکت‌کنندگان
فهرست زیر به ورزشکاران این کاروان اشاره دارد.
| ورزش         | مردان | زنان | مجموع |
| ------------ | ----- | ---- | ----- |
| دو و میدانی  | ۰     | ۱    | ۱     |
| جودو         | ۱     | ۰    | ۱     |
| شنا          | ۱     | ۱    | ۲     |
| تنیس روی میز | ۰     | ۱    | ۱     |
| وزنه‌برداری   | ۰     | ۱    | ۱     |
| مجموع        | ۲     | ۴    | ۶     |